# Wólka Pukarzowska
Wólka Pukarzowska – wieś w Polsce położona w województwie lubelskim, w powiecie tomaszowskim, w gminie Łaszczów. Leży przy drodze wojewódzkiej nr 852.
W prawosławną Wielką Sobotę 1944 r. w czasie napadu zbrojnej bandy na wieś, zostało zamordowanych 17 mieszkańców wyznania prawosławnego, m.in. wysiedlony z Grodysławic diakon tamtejszej cerkwi, o. Michał Borowik, ojciec św. Mikołaja Borowika.
W latach 1975–1998 miejscowość administracyjnie należała do województwa zamojskiego.
Wieś jest sołectwem w gminie Łaszczów. Według Narodowego Spisu Powszechnego z roku 2011 wieś liczyła 287 mieszkańców.
Wierni Kościoła rzymskokatolickiego należą do parafii Matki Bożej Królowej Świata w Grodysławicach.